# Tord Andersén
Tord Gustaf Jacob Bertilsson Andersén, född 30 maj 1919 i Adolf Fredriks församling i Stockholm, död där 7 maj 2003 i Sankt Görans församling i Stockholm, var en svensk skådespelare och direktör.
Tord Andersén var son till disponenten Bertil Andersén och Nian Anderson. Efter studentexamen 1940 studerade han vidare vid Stockholms högskola. Han var VD och delägare i Idrottsreklam samt innehavare av produktionsbolaget Andersénproduktion.
Andersén var 1946–1950 gift med Birgit Johanneson (1921–1996), omgift Alstring. Därefter var han 1957–1992 gift med Kerstin Bellander (född 1930), sedermera kostymtecknare och författare under namnet Tin Andersén Axell. De fick en dotter: Hedvig (född 1958).

## Filmografi
- 1941 – Uppåt igen
- 1941 – Det sägs på stan
- 1941 – Soliga Solberg
- 1945 – Rattens musketörer
- 1951 – Uppdrag i Korea
- 1996 – Grattis, det är måndag (kortfilm)
- 1997 – Lilla Jönssonligan på styva linan
- 1997 – Selma & Johanna
- 1998 – Glasblåsarns barn
- 2001 – Rendezvous

### Fotnoter
1. ↑   Rotemannen. Stockholm: Stadsarkivet. 2012. Libris 12566308
2. 1 2   Sveriges dödbok 1901–2013 Swedish death index 1901-2013 (Version 6.0). Solna: Sveriges släktforskarförbund. 2014. Libris 17007456. ISBN 9789187676642
3. 1 2  ”Tord Andersén”. Svensk Filmdatabas. http://www.sfi.se/sv/svensk-filmdatabas/Item/?type=PERSON&itemid=61027&ref=%2ftemplates%2fSwedishFilmSearchResult.aspx%3fid%3d1225%26epslanguage%3dsv%26searchword%3dtord+anders%C3%A9n%26type%3dPerson%26match%3dBegin%26page%3d1%26prom%3dFalse. Läst 22 september 2012.
4. 1 2  ANDERSÉN, TORD G J B, direktör, Sthlm i Vem är Vem? / Norrland, supplement, register 1968 / s 475.
5. ↑  "Vigde: Tord Andersén och Birgit Johanneson", Svenska Dagbladet 21 februari 1946 (Genealogiska Föreningens klipparkiv).